# Джалалов, Абдулхафиз Марахимович
Абдулхафиз Марахимович Джалалов (узб. Абдулҳафиз Мараҳимович Жалолов; 1 июня 1947, Янгикурганский район, Наманганская область — 29 июля 2019, Янгикурган, Наманганская область) — советский и узбекский государственный, политический, партийный и научный деятель, доктор философских наук. Известен как единственный соперник Ислама Каримова в президентских выборах 2000 года, в которых официально набрал 4,17 % голосов избирателей.

## Биография
Родился в 1947 году в кишлаке Бирлашган Янгикурганского района Наманганской области, в семье врача. В 1964 году окончил среднюю школу № 14 в этом же селе.
В 1969 году окончил Ташкентский государственный университет по специальности «философия».
В 1969—1971 годах находился на действительной военной службе в рядах Пограничных войск в должности заместителя начальника пограничной заставы в городе Термезе.

### Академическая карьера
В 1971—1972 годах работал преподавателем кафедры философии ТашГУ.
С 1972 по 1977 годы — научный сотрудник Института философии и права АН УзССР.
В 1976 году защитил кандидатскую диссертацию на тему «Гегель и философская мысль народов Востока».
С 1977 по 1981 годы — заведующий кафедрой философии УзГосИФК.
С 1981 по 1992 годы работал в Институте повышения кваливикации при ТашГУ на должностях доцента кафедры философии, заместителя директора по науке.
В 1992 году защитил докторскую диссертацию на тему «Всестороннее развитие человека и проблемы гуманизации общества».
Некоторое время был завотделом Института мировых проблем при Президенте Республики Узбекистан.
С 1993 по 2001 год возглавлял Институт философии и права Академии наук Узбекистана.

### Политическая карьера
С 1986 по 1991 год был лектором, руководителем лекторской группы, заместителем заведующего Идеологическим отделом ЦК КП Узбекистана.
С момента образования Народно-демократической партии Узбекистана в 1991 году был заведующим отделом центрального совета партии.
В августе 1994 года был избран первым секретарем центрального совета НДПУ, переизбран в октябре 1999 года. 27 декабря 2003 года освобожден от должности.
В декабре 1994 года был избран депутатом Олий Мажлиса. Являлся председателем фракции НДПУ в парламенте.
На президентских выборах 2000 года уступил действующему президенту Исламу Каримову. Согласно официальным данным, Джалалов набрал 4,17 % голосов избирателей.
29 июля 2019 года скончался в Янгикургане. Похоронен в родном кишлаке Бирлашган.
Был женат, имел 4 детей.